# Mistrzostwa Polski w Kajakarstwie 1999
61. Mistrzostwa Polski seniorów w kajakarstwie – odbyły się w dniach 31 lipca - 1 sierpnia 1999 roku w Poznaniu.

## Medaliści

### Mężczyźni

#### Kanadyjki
| Konkurencja | Złoto                                                                                    | Czas | Srebro                                                           | Czas | Brąz                                              | Czas     |
| C-1 200 m   | Michał Śliwiński (Spójnia Warszawa)                                                      |      | Sebastian Wróbel (Górnik Czechowice-Dziedzice)                   |      | Marcin Kobierski (Zawisza Bydgoszcz)              |          |
| C-1 500 m   | Michał Śliwiński (Spójnia Warszawa)                                                      |      | Sebastian Woźniak (Zawisza Bydgoszcz)                            |      | Artur Pietrzak (Posnania)                         |          |
| C-1 1000 m  | Michał Śliwiński (Spójnia Warszawa)                                                      |      | Marcin Kobierski (Zawisza Bydgoszcz)                             |      | Artur Pietrzak (Posnania)                         |          |
| C-2 200 m   | Daniel Jędraszko Paweł Baraszkiewicz (Wiskord Szczecin)                                  |      | Sebastian Wróbel Andrzej Jezierski (Górnik Czechowice-Dziedzice) |      | Roman Rogoziecki Marek Schmidt (Posnania)         |          |
| C-2 500 m   | Sebastian Wróbel Andrzej Jezierski (Górnik Czechowice-Dziedzice)                         |      | Marcin Kobierski Sławomir Maroński (Zawisza Bydgoszcz)           |      | Piotr Midloch Paweł Midloch (Admira Gorzów Wlkp.) |          |
| C-2 1000 m  | Sebastian Wróbel Andrzej Jezierski (Górnik Czechowice-Dziedzice)                         |      | Piotr Midloch Paweł Midloch (Admira Gorzów Wlkp.)                |      | Marek Schmidt Rafał Rogoziecki (Posnania)         |          |
| C-4 200 m   | Admira Gorzów Wlkp. Piotr Midloch Paweł Midloch Jarosław Idczak Sebastian Zachara        |      | Wiskord Szczecin                                                 |      | MKSW Trzebinia                                    |          |
| C-4 500 m   | Admira Gorzów Wlkp. Piotr Midloch Paweł Midloch Jarosław Idczak Sebastian Zachara        |      | Posnania                                                         |      | Wiskord Szczecin                                  | 1:42,699 |
| C-4 1000 m  | Zawisza Bydgoszcz Marcin Kobierski Sławomir Maroński Sebastian Woźniak Artur Lewandowski |      | Posnania                                                         |      | MKSW Trzebinia                                    |          |

#### Kajaki
| Konkurencja | Złoto                                                                             | Czas | Srebro                                                 | Czas | Brąz                                                 | Czas |
| K-1 200 m   | Ołeksy Śliwiński (Spójnia Warszawa)                                               |      | Grzegorz Kotowicz (Posnania)                           |      | Rafał Głażewski (MKKS Gorzów Wlkp.)                  |      |
| K-1 500 m   | Grzegorz Kotowicz (Posnania)                                                      |      | Adam Seroczyński (OTW Olsztyn)                         |      | Marek Witkowski (Górnik Czechowice-Dziedzice)        |      |
| K-1 1000 m  | Dariusz Białkowski (Astoria Bydgoszcz)                                            |      | Adam Seroczyński (OTW Olsztyn)                         |      | Grzegorz Kaleta (Polonia Elbląg)                     |      |
| K-2 200 m   | Adam Wysocki Marek Twardowski (Sparta Augustów)                                   |      | Ołeksy Śliwiński Marcin Gołębiewski (Spójnia Warszawa) |      | Grzegorz Kotowicz Paweł Łakomy (Posnania)            |      |
| K-2 500 m   | Adam Wysocki Marek Twardowski (Sparta Augustów)                                   |      | Ołeksy Śliwiński Marcin Gołębiewski (Spójnia Warszawa) |      | Sebastian Bruski Piotr Olszewski (Zawisza Bydgoszcz) |      |
| K-2 1000 m  | Adam Wysocki Marek Twardowski (Sparta Augustów)                                   |      | Grzegorz Kotowicz Paweł Łakomy (Posnania)              |      | Sebastian Bruski Piotr Olszewski (Zawisza Bydgoszcz) |      |
| K-4 200 m   | Sparta Augustów Piotr Markiewicz Adam Wysocki Marek Twardowski Roman Bundz        |      | Spójnia Warszawa                                       |      | WTW Warszawa                                         |      |
| K-4 500 m   | Sparta Augustów Piotr Markiewicz Adam Wysocki Marek Twardowski Kamil Wawiórkowski |      | WTW Warszawa                                           |      | Spójnia Warszawa                                     |      |
| K-4 1000 m  | Sparta Augustów Piotr Markiewicz Adam Wysocki Marek Twardowski Kamil Wawiórkowski |      | WTW Warszawa                                           |      | Spójnia Warszawa                                     |      |

### Kobiety

#### Kajaki
| Konkurencja | Złoto                                                                                    | Czas | Srebro                                               | Czas | Brąz                                                     | Czas |
| K-1 200 m   | Elżbieta Urbańczyk (Posnania)                                                            |      | Aneta Pastuszka (MKKS Gorzów Wlkp.)                  |      | Iwona Pyżalska (Posnania)                                |      |
| K-1 500 m   | Aneta Pastuszka (MKKS Gorzów Wlkp.)                                                      |      | Elżbieta Urbańczyk (Posnania)                        |      | Iwona Pyżalska (Posnania)                                |      |
| K-1 1000 m  | Elżbieta Urbańczyk (Posnania)                                                            |      | Agata Piszcz (Posnania)                              |      | Iwona Pyżalska (Posnania)                                |      |
| K-2 200 m   | Aneta Pastuszka Beata Sokołowska (MKKS Gorzów Wlkp.)                                     |      | Aneta Michalak Agata Piszcz (Posnania)               |      | Ewelina Kozak Małgorzata Czajczyńska (MKKS Gorzów Wlkp.) |      |
| K-2 500 m   | Aneta Pastuszka Beata Sokołowska (MKKS Gorzów Wlkp.)                                     |      | Aneta Michalak Agata Piszcz (Posnania)               |      | Karolina Sadalska Joanna Skowroń (MKKS Gorzów Wlkp.)     |      |
| K-2 1000 m  | Elżbieta Urbańczyk Iwona Pyżalska (Posnania)                                             |      | Karolina Sadalska Joanna Skowroń (MKKS Gorzów Wlkp.) |      | Aneta Michalak Agata Piszcz (Posnania)                   |      |
| K-4 200 m   | MKKS Gorzów Wlkp. Beata Sokołowska Aneta Pastuszka Małgorzata Czajczyńska Joanna Skowroń |      | Spójnia Warszawa                                     |      | Energetyk Poznań                                         |      |
| K-4 500 m   | MKKS Gorzów Wlkp. Beata Sokołowska Aneta Pastuszka Ewelina Kozak Joanna Skowroń          |      | Spójnia Warszawa                                     |      | Energetyk Poznań                                         |      |